# Metisella quadrisignatus
Metisella quadrisignatus is een vlinder uit de familie van de dikkopjes (Hesperiidae). De wetenschappelijke naam van de soort is voor het eerst geldig gepubliceerd in 1893 door Arthur Gardiner Butler.